# Atrichopogon deyrupi
Atrichopogon deyrupi är en tvåvingeart som beskrevs av Wirth 1994. Atrichopogon deyrupi ingår i släktet Atrichopogon och familjen svidknott. Inga underarter finns listade i Catalogue of Life.